# Avenir (carattere)
Avenir è un carattere tipografico senza grazie lineare geometrico realizzato da Adrian Frutiger nel 1987 e lanciato da Linotype GmbH l'anno seguente.

## Storia
Avenir si ispira allo stile geometrico di quei caratteri sans serif in voga negli anni venti che presero come figura di base il cerchio. I primi caratteri di questo nuovo stile furono l'Erbar di Jakob Erbar e il Futura di Paul Renner. Frutiger volle un carattere che veicolasse l'idea di atemporalità: avenir in francese significa futuro esattamente come futura in latino, lanciando una sorta di sfida al Futura, secondo il suo ideatore, infatti, l'Avenir mira ad essere "un Futura migliore".
Per disegnare il carattere Frutiger partì dalla O – ossia dal cerchio perfetto – andando ad allargarne leggermente i fianchi, sulla base della quale progettò via via il resto dei caratteri. La famiglia di caratteri Avenir fu inizialmente lanciata con tre pesi, ognuno con una variante romana e corsivo, successivamente ampliata a sei pesi. Il non essere geometricamente perfetto dona allo stile un'impronta umana.

### Versioni
Tra il 2004 e il 2007, Frutiger e il designer giapponese Akira Kobayashi della Linotype, espansero la famiglia Avenir con nuovi pesi e particolari – non limitandosi ad un mero aggiornamento – dando vita ad Avenir Next. Rispetto alla versione originaria, furono previsti ventiquattro caratteri dotati di sei spessori, ognuno con versione romana e obliqua, e in due larghezze ossia normale e condensata. In aggiunta agli stili standard, Avenir Next dispone di caratteri condensati e pesanti che gli conferiscono una facile leggibilità scalabile a qualsiasi dimensione unitamente alla versatilità di potersi abbinare ad altri caratteri serif d'uso contemporaneo.
Nel 2012 la famiglia Avenir accrebbe nuovamente grazie ad Akira Kobayashi e Sandra Winter, i quali idearono una nuova versione con terminali arrotondati denominata Avenir Next Rounded.
Nel 2004 Nadine Chahine progettò Janna, una variante araba di Avenir, destinata alla segnaletica per l'Università americana di Beirut.

## Caratteristiche
Il carattere presenta una bassa modulazione, talvolta nulla, con linee verticali lievemente più spesse di quelle orizzontali e linee ascendenti leggermente più lunghe di quelle discendenti, che superano l'altezza della maiuscola. Inoltre, gli apici e i vertici sono piatti e alcune delle terminazioni inferiori risultano minimamente curvate.

## Utilizzi
- Avenir è tra i caratteri tipografici impiegati da varie aziende nella loro identità societaria e loghi, fra queste: AliExpress, AOL, Japan Airlines, LG, LinkedIn, SNCF, Toyota e Treccani[12][13][10][14].
- Avenir e Avenir Next sono in uso dal 2012 nell'applicazione Mappe di Apple, in alcune schermate di Siri in iOS 6 e precaricati in OS X Mavericks[15], in OS X Mountain Lion e in iWork per iCloud[12].
- Avenir fu scelto da François Hollande per la propria campagna elettorale in occasione delle elezioni presidenziali in Francia del 2012[12].
- Avenir è impiegato come carattere principale in Snapchat dal marzo 2016[12].
- Avenir Next è utilizzato nei loghi BBC Two e relativi materiali divulgativi[12].
- Avenir è il font utilizzato nell'identità visiva, sulla segnaletica e nei materiali divulgativi di Amsterdam[12][5], così come per gli aeroporti internazionali di Dallas-Fort Worth e Hong Kong[13].